# Lucas Leiva
Lucas Pezzini-Leiva, brazilski nogometaš, * 9. januar 1987, Dourados, Mato Grosso do Sul, Brazilija.
V Braziliji je poznan samo po imenu Lucas. Njegov stric je prav tako znan bivši nogometaš Leivinha, Lucas pa ima poleg brazilskega še italijansko državljanstvo.

## Klubska kariera

### Grêmio
Lucas je svojo nogometno kariero začel pri klubu Grêmio, za katerega je prvič nastopil 22. oktobra 2005. Takrat je Grêmio z 1:0 premagal Náutico v pokalu brazilske serie B. Grêmio je takrat s samo sedmimi igralci uspel zmagati in se uvrstiti nazaj v Serie A. 
Leto 2006 je bilo uspešno tako za Lucasa kot za Grêmio, ki je osvojil prvenstvo države Rio Grande do Sul (Campeonato Gaúcho), kar se je zgodilo prvič po letu 2001, klub pa je v elitni diviziji osvojil tretje mesto. Lucas je takrat postal najmlajši nogometaš v zgodovini, ki je osvojil zlato žogo časopisa Placar, ki jo vsako leto podelijo najboljšemu igralcu Campeonata Brasileira — to priznanje so vpreteklosti dobili zvezdniki, kot so Zico, Falcao, Careca, Alex, Romário, Kaká in Tevez.
Dobra forma v letu 2006 je povzročila, da so se za Lucasa začeli zamimati mnogi veliki evropski klubi, med katerimi so najbolj izstopali A.C. Milan, Palermo, Manchester United, Inter, Juventus, Atlético Madrid ter Barcelona FC.

### Liverpool
13. maja 2007 je Liverpool potrdil podpis pogodbe z Lucasom, ki naj bi se klubu pridružil pred začetkom sezone 2007-08. Prestop naj bi bil vreden okoli 9 milijonov evrov. Lucas je v Grêmiu ostal do konca sezone Copa Libertadores 2007. Klub je takrat prišel do finala, kjer se je srečal s klubom Boca Juniors. Lucas je zaradi poškodbe prvo tekmo začel na klopi za rezervne igralce in je vstopil šele, ko je Gremio zaostajal 0:1 in je bil z igrišča poslan Sandro Goiano. Lucas je vstopil v igro, da bi pomagal na sredini igrišča, kljub temu pa je Gremiotekmo izgubil s 3:0. Povratno tekmo je Lucas začel v prvi postavi, klub pa je tudi to tekmo izgubil, tokrat z 2:0.
26. julija je postal Lucas uradno član Liverpoola in je dobil dovoljenje za nastop na Barclays Asia Trophy. 27. julija je prvič nastopil za svoj novi klub na tekmi proti Portsmouthu, ko je zamenjal Sissoka v drugem polčasu.
Konec novembra je menedžer Rafael Benitez Lucasu dal priložnost v začetni enajsterici. Brazilec je kmalu postal priljubljen pri navijačih in je v ligaških tekmah proti Newcastle Unitedu in Bolton Wanderersih.
Za Liverpool je prvič zadel 27. januarja 2008, ko je na tekmi FA pokala zadel s 25 metrov na tekmi proti Havant and Waterlooville-u. Tako je postal prvi Brazilec, ki je zadel v dresu Liverpoola.
V prvi postavi je zaigral tudi proti Chelsea in Arsenalu, pa tudi na obeh tekmah Lige prvakov proti Interju.
Sam je za medije povedal, da se je hitro vklopil v ekipo predvsem po zaslugi odličnih soigralcev kot so Steven Gerrard ter Javier Mascherano, ki so mu pomagali, da je hitro našel pravo formo in se navadil na Anglijo.

## Reprezentančna kariera
Lucas je bil kapetan Brazilske nogometne reprezentance do 20 let. Ekipi je pomagal do zmage na Južnoameriškem mladinskem nogometnem prvenstvu 2007, kjer je prispeval tudi štiri zadetke za izbrano vrsto. Vsi so pričakovali, da bo reprezentanco vodil tudi na Svetovnem nogometnem prvenstvu U-20, ki se je odvijalo julija 2007 v Kanadi. V reprezentanco je bil že vpoklican, vendar se je tik pred odhodom na treningu poškodoval, zaradi česar so ga zamenjali.
Oktobra 2006 je bil Lucas vpoklican v člansko vrsto Brazilije za prijateljski tekmi proti kuvajtskem klubu Al Kuwait Kaifan in Ekvadorju. Lucas je bil tako najmlajši in eden od dveh igralcev v ekipi, ki nista igrala v Evropi. Debi v reprezentančnem dresu je doživel 7. oktobra 2006 na tekmi proti Al-Kuwaitu, ko je vstopil kot zamenjava. Brazilija je tekmo dobila s 4:0. Kljub nastopu pa se mu ta tekma ne šteje kot reprezentančni debi, ker po standardih FIFE ni bila uradna prijateljska tekma.
Tako je njegov uradni debi prišel šele 2. avgusta 2007, ko je kot zamenjava nastopil na prijatelsjki tekmi proti Alžiriji

## Dosežki
Grêmio
- Zmagovalec
  - Campeonato Brasileiro Série B: 2005
  - Campeonato Gaúcho: 2006, 2007
- Drugouvrščeni
  - Copa Libertadores: 2007

Brazilija
- Zmagovalec
  - Južnoameriško mladinsko nogometno prvenstvo U-20 2007

Osebni dosežki
- Zmagovalec
  - Bola de Ouro (Brazilski nogometaš leta): 2006